# Рьомхилд
Рьомхилд (на немски: Römhild) е град в окръг Хилдбургхаузен в Южна Тюрингия, Германия, със 7004 жители (2015).
Градът е бивша резиденция на Херцогство Саксония-Рьомхилд.